# Aleix Font i Rodríguez
Aleix Font i Rodríguez (Barcelona, 11 de març del 1998) és un jugador de bàsquet català. Juga com a escorta i el seu equip actual és el FC Barcelona de la lliga ACB de bàsquet. És germà de David Font i Rodríguez, també jugador de bàsquet.

## Carrera esportiva
Va començar la seva trajectòria esportiva a les files del JAC Sants i, per motius laborals, la seva família va traslladar-se a Dublín, on va seguir formant-se al Templeogue Basketball Club.
Després de dos anys a Irlanda, Font va retornar a Barcelona i també al JAC Sants, concretament per jugar a l'infantil B. Tres anys després, el 2013, Font va ser cridat per formar part de les files blaugranes.
El 2014, va ser convocat entre els 16 jugadors que prepararien l'Europeu sub-16, on va fer de suplent.
El 2016, Font va ser guardonat com a millor escorta d'Adidas Next Generation de l'Hospitalet de Llobregat, amb una mitjana de 14,6 punts (38,5% des del triple), 6,2 rebots, 2,6 assistències, 2 recuperacions i 18 de valoració en gairebé 25 minuts per trobada.
Durant la temporada 2015/16, va debutar a la LEB Or amb el filial del FC Barcelona i va ser convocat per jugar la Copa del Rei amb el primer equip.
Va fer el seu debut a l'ACB amb el primer equip del FC Barcelona la temporada 2018/19 fent 7 punts amb un triple inclòs.